# Chillania pusilla
Chillania pusilla là một loài thực vật có hoa trong họ Cói. Loài này được Roiv. mô tả khoa học đầu tiên năm 1933.